# Mathew Leckie
Pour les articles homonymes, voir Leckie.
Mathew Leckie est un footballeur international australien, né le 4 février 1991 à Melbourne qui évolue au poste d'ailier droit à Melbourne City.

## Biographie

### En club
Leckie fait ses débuts professionnels dans la A-League à 18 ans à Adelaide United, après avoir remporté le championnat de deuxième division avec le club des Bulleen Lions. 
Considéré comme un grand espoir australien, il signe gratuitement en 2011 en Bundesliga au Borussia Mönchengladbach. Il dispute son premier match de Bundesliga le 13 août 2011 en rentrant en cours de match face à Stuttgart.
Ne parvenant pas à s'imposer au sein de l'équipe, il est envoyé en réserve par son entraineur Lucien Favre. 
À l'été 2012, il est prêté au FSV Francfort en deuxième division allemande. Il marque rapidement son premier but avec sa nouvelle équipe face au Hertha Berlin lors de la deuxième journée. Il réussit une bonne première saison avec le FSV, marquant 4 buts et réalisant 6 passes décisives. Il est transféré définitivement au terme de la saison à Francfort pour une indemnité d'environ 330 000 euros. Lors de sa seconde saison, il devient réellement un titulaire indiscutable, marquant ainsi 10 buts pour 9 passes décisives. 
Le 7 mai 2014 il signe un contrat de trois ans au FC Ingolstadt 04.
le 22 mai 2017, il est transféré au Hertha Berlin après que son ancien club soit relégué en D2 allemande. Le montant de la transaction n'est pas connu mais serait d'environ 3 millions d'euros.

### En sélection
Il est appelé par Pim Verbeek, l'ex sélectionneur australien, pour participer à la Coupe d'Asie 2011.Cependant il ne joue aucun match dans cette compétition où l'Australie atteint la finale.
Il obtient sa première sélection le 14 novembre 2012 lors d'un match amical face à la Corée du Sud, rentrant seulement en fin de match. Le 15 octobre 2013, il marque son premier but en sélection face au Canada pour une victoire 3-0. 
En juin 2014, il est retenu dans la liste des vingt-trois australiens par Ange Postecoglou afin de disputer la Coupe du monde 2014 au Brésil. Un an plus tard, il remporte avec sa sélection la Coupe d'Asie 2015, battant en finale la Corée du Sud. 
Il participe à la Coupe des Confédérations 2017 et y joue deux matchs, mais son équipe ne passe pas les phases de poules.
Après avoir aidé son équipe à se qualifier à la Coupe du monde 2018, Leckie sera sélectionné par l'entraineur Bert van Marwijk pour représenter l'Australie au tournoi. Durant les matchs de préparation, Leckie mettra son équipe en confiance face à la Tchéquie (4-0) en inscrivant un doublé. 
En Russie, il joue les trois matchs de l'Australie dans leur intégralité en tant qu'ailier droit. Lors du match face au Danemark, il tire de la tête mais son tir est dévié par la main de Yussuf Poulsen. Grâce à l'arbitrage vidéo, l'Australie obtient un pénalty, transformé par Mile Jedinak, ce qui donnera à l'équipe son seul point du tournoi. Cela ne sera pas suffisant pour se qualifier en huitièmes et l'Australie est donc éliminée.
Il est de nouveau appelé pour disputer la Coupe d'Asie 2019, les socceroos s'inclineront en quarts-de-finale contre les Emirats Arabes Unis.
Le 8 novembre 2022, il est sélectionné par Graham Arnold pour participer à la Coupe du monde 2022.

## Palmarès
- Australie
  - Finaliste de la Coupe d'Asie des moins de 19 ans : 2010
  - Vainqueur de la Coupe d'Asie des Nations : 2015